# The Joy of Gay Sex
The Joy of Gay Sex es un manual sexual para hombres que tienen sexo con hombres por Charles Silverstein y Edmund White. El libro se publicó por primera vez en 1977 y su tirada original fue de 75 000 copias. El libro ha sido traducido al francés, alemán, italiano, sueco y japonés.

## Contenido
El libro de 207 páginas sirvió como una guía práctica «con capítulos sobre felaciones, cruising y charlas sucias, un Kama Sutra gay con posiciones sexuales sugeridas como 'el cangrejo' y una guía cultural con capítulos no sexuales sobre las realidades de salir del clóset, política gay, racismo y más». Es célebre por su tono sexual positivo. En sus memorias, Silverstein escribió que querían que el libro «tuviera un enfoque más amplio que solo el sexo, que también debería aconsejar al lector sobre la vida en la comunidad gay y que la mayoría de los pasajes del libro terminado no eran de naturaleza sexual».
El libro estuvo parcialmente dedicado al escritor y activista Chris Cox. Silverstein era el terapeuta de White cuando el editor le ofreció el trabajo como coguionista. White dice: «La necesidad de pagar el alquiler superó mi necesidad de terapia».

## Secuelas
El libro fue seguido por The New Joy of Gay Sex, publicado por Perennial en agosto de 1993, en coautoría con Felice Picano, y The Joy of Gay Sex, tercera edición completamente revisada y ampliada, publicada por William Morrow en enero de 2006, coescrito por Picano.